# Terminal Rodoviário de Ribeirão Preto
O Terminal Rodoviário de Ribeirão Preto, inaugurado em 1976 como o maior e mais moderno terminal rodoviário do interior do Brasil. Situa-se na Avenida Jerônimo Gonçalves, no Centro da Cidade.
O novo terminal rodoviário de Ribeirão Preto foi reinaugurado em 2009, sendo que os pontos altos do projeto será a acessibilidade para deficientes, com escadas rolantes, rampa e elevador, o projeto contempla todas as recomendações legais sobre o acesso a deficientes. A Socicam é dona de 36% da área, correspondentes ao saguão (onde estão os guichês de venda de passagens) e as plataformas de embarque e desembarque de passageiros.

## Alimentação
O novo terminal terá uma praça de alimentação climatizada, no espaço hoje ocupado pelas plataformas utilizadas pelos ônibus que fazem linhas suburbanas.
O número de plataformas para ônibus rodoviários, porém, vai continuar o mesmo: 17.
Altair Moreira, da Socicam, destaca que a nova configuração vai permitir uma gestão otimizada. Ou seja, com o mesmo número de plataformas o terminal vai suportar um volume maior de partidas e chegadas.
Circulam diariamente pelo terminal cerca de 3.500 passageiros.

### Novo terminal vai continuar multimodal
O novo terminal continuará com a característica multimodal. Terá pontos de embarque diferentes para ônibus urbanos, suburbanos e rodoviários. 
No ponto de embarque rodoviário, haverá uma sala climatizada com 150 lugares, praça de alimentação, toaletes e lojas.
O projeto prevê ainda catracas automáticas para o controle do acesso ao embarque, circuito interno de TV, painéis eletrônicos, um elevador, duas escadas rolantes e uma rampa.
E se o número de plataformas rodoviárias se mantém em 17, o de guichês de venda de passagens sobe de 14 para 40, o de lojas de seis para oito e o de sanitários de dois para quatro.
Empresa criada em Campinas, a Socicam administra 44 terminais rodoviários em todo o país.
Em troca do investimento de R$ 9 milhões no novo terminal, a Socicam conseguiu renovar seu contrato de concessão com a Prefeitura Municipal, ganhando mais 30 anos.
Em 2009 a Rodoviária movimentou 1,2 milhões de passageiros, já em 2010 teve movimento ampliado para 1,3 milhões de passageiros.
Fontes: Arquivo Público de Ribeirão Preto, Biblioteca Pública, Transerp e Socicam.

## Imagens adicionais

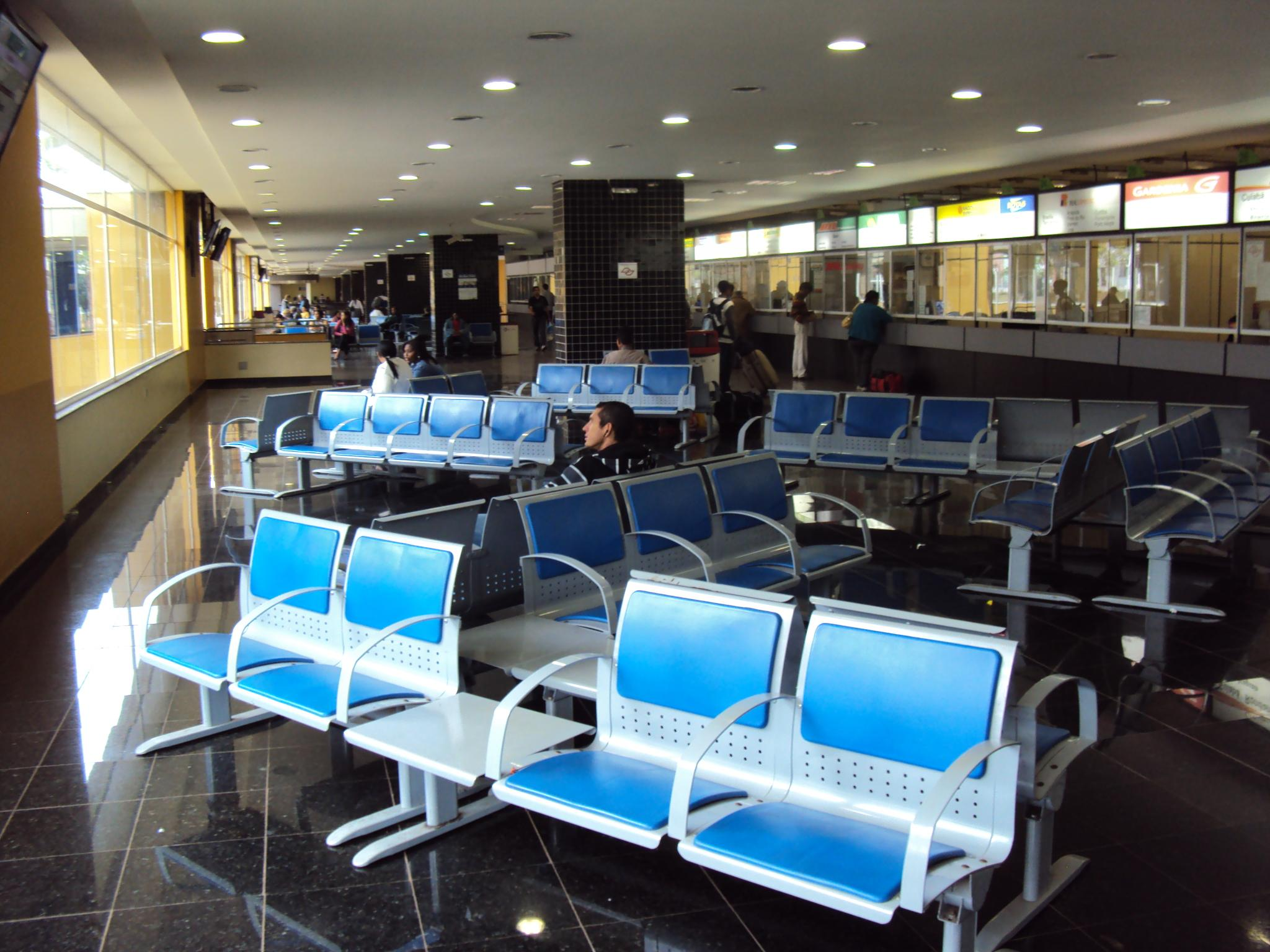
Terminal de Passageiros - Rodoviária de Ribeirão Preto.
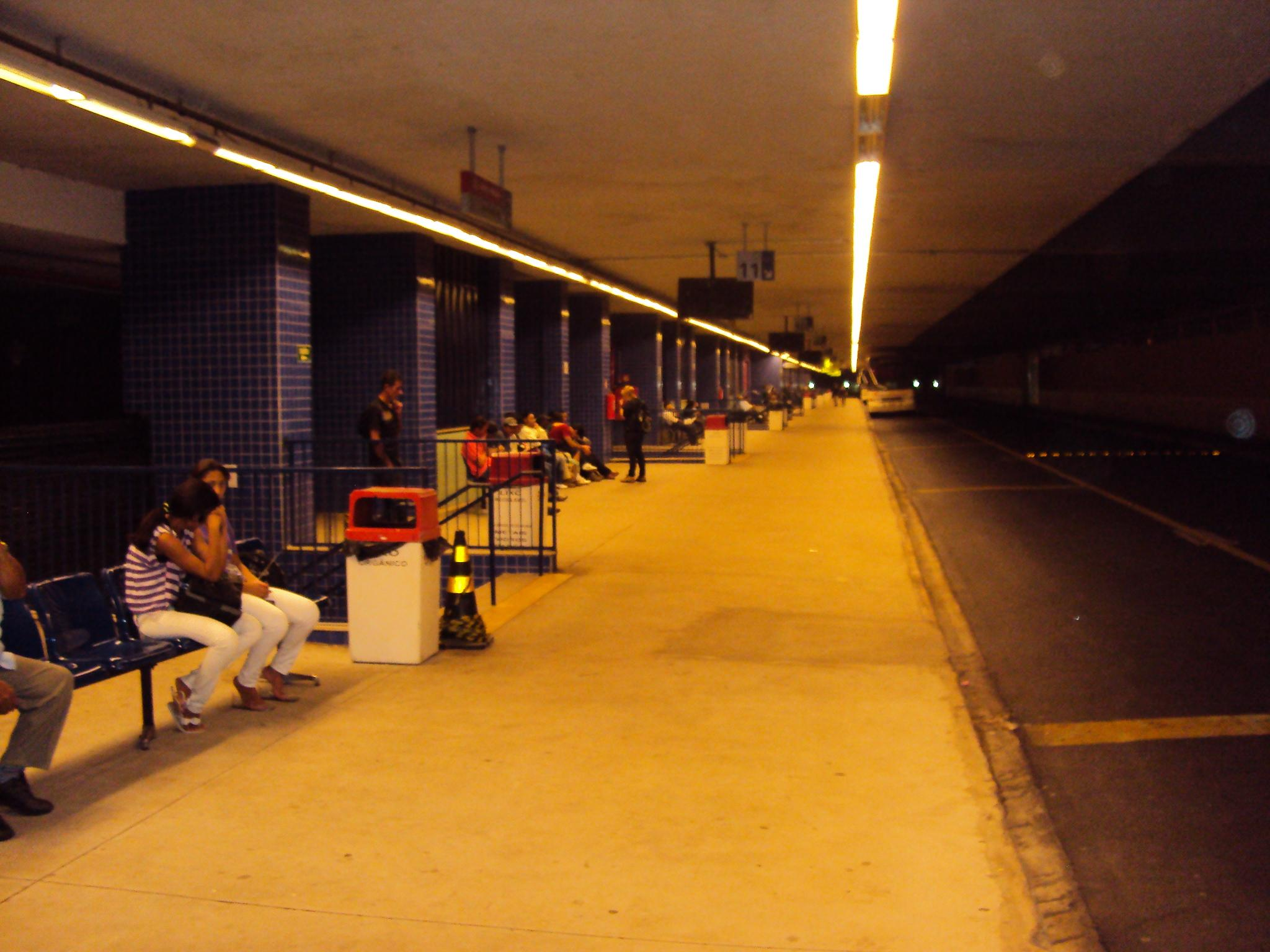
Terminal Submetropolitano - Rodoviária de Ribeirão Preto.
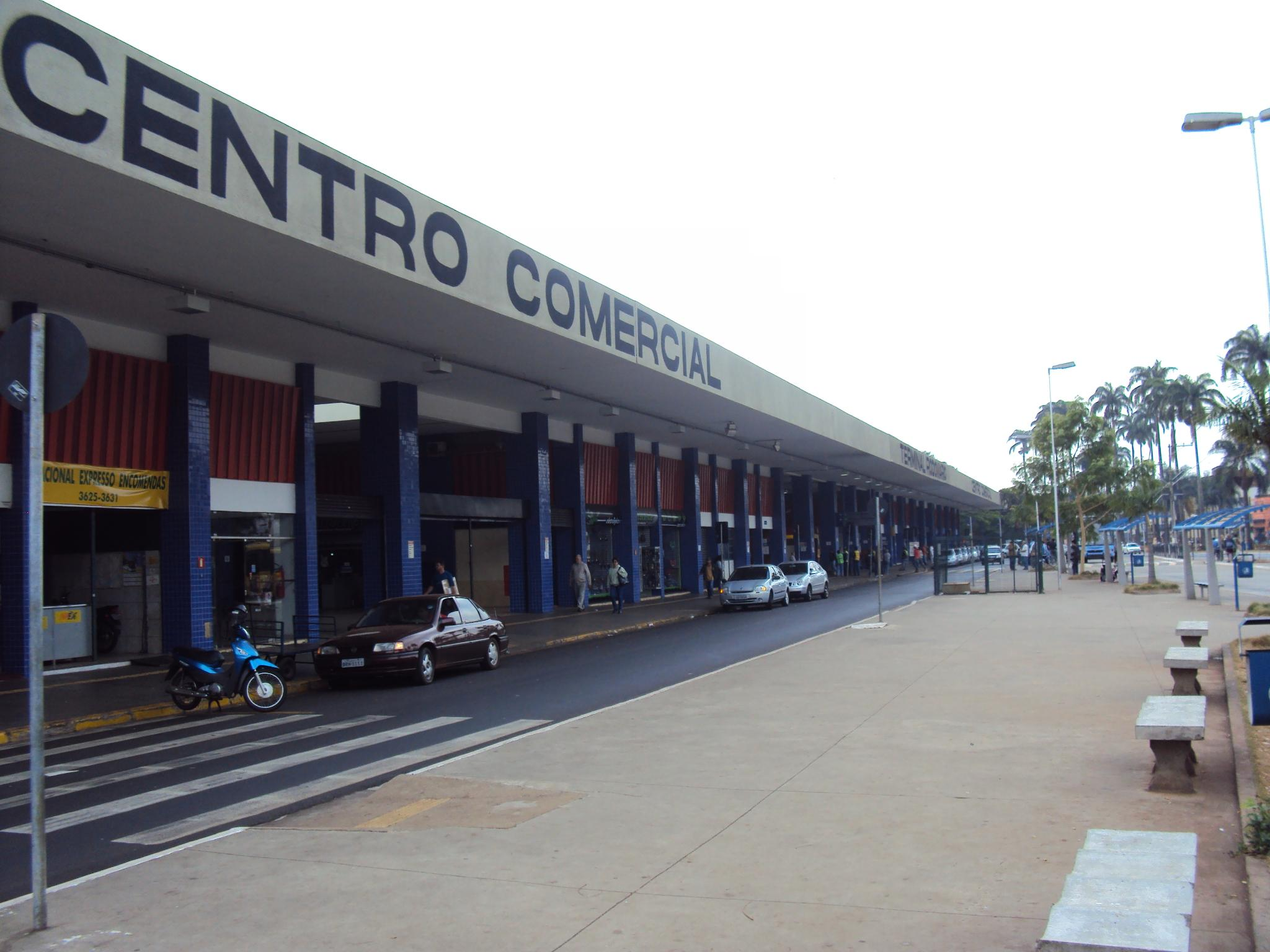
Terminal Rodoviário de Ribeirão Preto, o melhor do Brasil em 2010